# 夏蓋蟲族
夏蓋蟲族（英語：Insect from Shaggai）是克蘇魯神話中的虛構外星物種，主要出自拉姆齊·坎貝爾所著的《夏蓋妖蟲》（1964年）。

## 描述
夏蓋蟲族來自於一個擁有雙重綠色太陽的行星——夏蓋星。這些蟲族雖擁有高度科技，卻性情殘酷，是阿撒托斯的狂熱崇拜者，建有許多金字塔形的神殿。後來夏蓋星被一個發出紅色光芒的天體所毀滅（这个天体一般认为是格赫罗斯(Ghroth)），一些倖存的蟲族逃離了夏蓋星。
有一小批的夏蓋蟲族在17世紀時抵達地球英格蘭的塞文谷，並在該處建立了奉祀阿撒托斯的圓錐形神殿。

## 特徵
夏蓋蟲族的體型與鴿子差不多，有三個口器、十隻腳、半圓形的翅膀:114。